# Loisey
Loisey är en kommun i departementet Meuse i regionen Grand Est (tidigare regionen Lorraine) i nordöstra Frankrike. Kommunen ligger i kantonen Vaucouleurs som tillhör arrondissementet Bar-le-Duc. År 2017 hade Loisey 300 invånare.
Åren 1973–2014 var Loisey en del av kommunen Loisey-Culey.